# Ptinus tuberculatus
Ptinus tuberculatus är en skalbaggsart som beskrevs av Willis Blatchley 1920. Ptinus tuberculatus ingår i släktet Ptinus och familjen Ptinidae. Inga underarter finns listade i Catalogue of Life.